# San Felice Aversa Normanna
A Aversa Normanna é uma equipe de futebol italiana com sede na cidade de Aversa que dispulta a Lega Pro.
Fundada em 1925 com o nome de U.S. Aversana, asumiu várias denominações, até aderir a atual S.F. Aversa Normanna a partir de 2005.
As cores sociais é o Marron, o símbolo é o vichingo normanno. Joga como madante no estádio Augusto Bisceglia, inaugurado em novembro de 1960.